# Willi Agatz
Wilhelm Agatz, dit « Willi » Agatz, né le 10 juin 1904 à Heisingen (province de Rhénanie, royaume de Prusse) et mort le 28 août 1957 à Berlin-Est, est un syndicaliste, homme politique et résistant communiste allemand. Membre du Parti communiste d'Allemagne (KPD), il est d'abord député au Reichstag de la république de Weimar de 1930 à mars 1933, avant d'être interné et engagé sur le Front de l'Est lors de la Seconde Guerre mondiale. Il siège ensuite au Landtag de Rhénanie-du-Nord-Westphalie de 1946 à 1949, puis à la première législature du Bundestag de 1949 à 1953.

## Biographie
Fils d'un mineur, Agatz est scolarisé dans une Volksschule de Essen, puis il suit un apprentissage aux mines Carl Funke (de) et Ludwig (de) de Bergenhausen. En 1920, il rejoint la Jeunesse ouvrière socialiste (de) (SAJ), qui devient peu après la Ligue des jeunes communistes d'Allemagne (KJVD). Après la fin de son apprentissage, il est élu au comité d'entreprise de la mine Ludwig. Exclu du syndicat des mineurs en 1930, il s'engage dans l'Opposition syndicale révolutionnaire (de) (RGO), dont il prend la direction en mai 1932 à la suite d'Albert Funk, après être devenu directeur du Syndicat unitaire des mineurs d'Allemagne (de) (EVBD) en 1931.
En septembre 1930, Willi Agatz est élu député de la 18e circonscription (Westphalie-Sud) au Reichstag de la république de Weimar ; il est alors le plus jeune membre de l'assemblée. Il y siège jusqu'en mars 1933, avant de poursuivre ses activités politiques dans la clandestinité sous le Troisième Reich. En septembre 1933, il devient directeur technique du RGO clandestin, puis également directeur de l'organisation de la branche nationale du syndicat après l'arrestation de Roman Chwalek au même mois de septembre. Après l'exil de Fritz Schulte (de), Agatz prend également la direction du comité national du RGO clandestin.
Le 18 janvier 1934, Willi Agatz est arrêté à Berlin avec d'autres responsables du RGO. Plusieurs documents saisis lors de cette opération permettent une série de nouvelles arrestations au sein des structures clandestines de la RGO dans tout le Reich. Le 18 février 1935, Agatz est condamné par le Volksgerichtshof à trois années de prison, qu'il passe à Luckau. Il est ensuite interné au camp d'Oranienbourg-Sachsenhausen, avant d'être relâché et placé sous surveillance policière en 1939. Il travaille alors comme maçon jusqu'en début 1943. Le 29 janvier 1943, il est engagé sur le Front de l'Est au sein de la 999e division légère de la Wehrmacht. Fait prisonnier de guerre par l'Union soviétique, il est interné dans un camp près de Klaipėda en RSS de Lituanie. À partir de 1943, il suit une formation dans une école antifasciste (de) soviétique.
Après sa remise en liberté en mai 1946, Agatz retourne à Essen et devient vice-président du syndicat de l'industrie minière de la zone d'occupation britannique, l'ancêtre du syndicat IG Bergbau, Chemie, Energie (de). En décembre 1948, il est vaincu par August Schmidt (de) (SPD) à l'élection du premier président du syndicat, à 232 voix de délégués contre 349. Il n'est pas non plus réélu au poste de vice-président.
Agatz siège au Landtag de Rhénanie-du-Nord-Westphalie de 1946 à 1949, puis à la première législature du Bundestag de la République fédérale d'Allemagne de 1949 à 1953.
En 1953, Agatz s'installe en République démocratique allemande, où il travaille pour le Parti socialiste unifié d'Allemagne (SED) jusqu'à sa mort en 1957.